# برتر (ترانه ریانا)
«برتر» (انگلیسی: Higher) ترانه‌ای است که توسط خواننده باربادوسی ریانا برای هشتمین آلبوم استودیویی خود، آنتی ضبط شده است.